# 돈 워스
돈 워스(영어: Don Was, 1952년 9월 13일 ~ )는 미국의 싱어송라이터이자 베이시스트, 음악 프로듀서이다.

## 경력
돈 워스는 보니 레잇의 정규 음반 《Nick of Time》을 프로듀스하여, 1990년 제33회 그래미 어워드 올해의 음반 부문 수상에 성공하도록 도왔다.
1994년에는 영화 《백비트(Backbeat)》의 음악을 프로듀싱하여 BAFTA 어워드에서 Best Film Music 부문 상을 받았으며, 1995년에는 제38회 그래미 어워드에서 올해의 프로듀서 부문(Producer of the Year, Non-Classical) 상을 받았다.